# The Bill Engvall Show
Bill Engvall (The Bill Engvall Show) è una sitcom statunitense trasmessa dal canale TBS dal 17 luglio 2007 al 5 settembre 2009. La serie è interpretata dall'attore Bill Engvall ed è stata scritta e creata dallo stesso Engvall insieme a Michael Leeson. La serie è stata cancellata il 25 settembre 2009.
Il 9 giugno 2008 la serie è stata trasmessa su CBS con un solo episodio, mentre in Italia è stata trasmessa dal 18 agosto 2011 al 3 ottobre 2015 su Telecapri News per le prime due stagioni e su Telecapri per la terza con sottotitoli in italiano.

## Trama
Ambientata nella periferia di Louisville, la serie racconta la storia del consulente familiare Bill Pearson e della sua famiglia composta da moglie e tre figli.

## Personaggi
| Attore                | Personaggio                 | Descrizione |
| --------------------- | --------------------------- | --- |
| Bill Engvall          | Bill Pearson                | Consulente familiare con una famiglia a sua volta bisognosa di aiuto.                                                                                                 |
| Nancy Travis          | Susan Pearson (nata Murray) | Spiritosa ed amorevole moglie di Bill. Cerca sempre di tenere unita la famiglia.                                                                                      |
| Jennifer Lawrence     | Lauren Pearson              | Figlia maggiore di Bill e Susan. |
| Graham Patrick Martin | Trent Pearson               | Figlio di Bill e Susan. Gli manca il buon senso, anche se dimostra di essere intelligente, a volte.                                                                   |
| Skyler Gisondo        | Bryan Pearson               | Figlio minore di Bill e Susan. Bryan ama mostrare la sua vasta conoscenza su fatti strani e insoliti. Questo lo ha reso il bersaglio degli scherzi dei suoi fratelli. |
| Tim Meadows           | Paul Dufrayne               | Uno dei migliori amici di Bill dal 1980. Inizialmente voleva fare il medico, ma alla fine ha aperto una clinica per trapianti di capelli.                             |
| Brian Doyle-Murray    | Mr. Ernest Faulkner         | Il burbero ed irrascibile vicino dei Pearson. |
| Cynthia Watros        | A.J.                        | Miglior amica di Susan. |